# Chhaoprak
Chhaoprak (nep. छोप्र्याक) – gaun wikas samiti w zachodniej części Nepalu w strefie Gandaki w dystrykcie Gorkha. Według nepalskiego spisu powszechnego z 2001 roku liczył on 1441 gospodarstw domowych i 6829 mieszkańców (3708 kobiet i 3121 mężczyzn).